# Filip Prebsl
Filip Prebsl (* 4. března 2003 Praha) je český profesionální fotbalista, který hraje na pozici středního obránce či defensivního záložníka za polský klub Górnik Zabrze, kde je na hostování z pražské Slavie, a za český národní tým do 21 let.

## Klubová kariéra

### Slavia Praha
Prebsl se narodil v Praze a svou fotbalovou kariéru začal v klubu SK Třeboradice, odkud přestoupil v roce 2015 do pražské Slavie.

#### Viktoria Žižkov (hostování)
V únoru 2021 zamířil na půlroční hostování do druholigové Viktorie Žižkov. Svůj první zápas odehrál 11. února 2021 v utkání českého poháru proti Slovanu Liberec. Svůj ligový debut si odbyl 7. března, kdy odehrál poločas utkání proti Chrudimi. V dresu Žižkova odehrál Prebsl dohromady 5 soutěžních utkání a v létě 2021 se vrátil do Slavie.

#### Vlašim (hostování)
Po návratu z Žižkova odešel Prebsl na hostování do jiného druholigového týmu, a to do Vlašimi. Pod trenérem Martinem Hyským debutoval 1. srpna 2021 v ligovém utkání proti Chrudimi. Během podzimní části sezóny se Prebsl stal stabilním členem základní sestavy, nastoupil do 11 soutěžních zápasů.

#### Slovan Liberec (hostování)
V únoru 2022 odešel Prebsl na osmnáctiměsíční hostování do Slovanu Liberec. Kvůli zranění kotníku si na svůj debut v A-týmu Liberce musel počkat až do začátku sezóny 2022/23, odehrál celé utkání prvního kola proti pražské Spartě (výhra 2:1). Trenér Luboš Kozel jej začal využívat na pozici středního obránce a během podzimu se z Prebsla stal stabilní člen základní sestavy. Prebsl vstřelil svůj první gól v dresu Liberce 5. března 2023 v ligovém utkání proti Bohemians 1905 (prohra 1:3). S Libercem skončil v lize na konečné sedmé příčce a v domácím poháru nestačili ve čtvrtfinále na Spartu Praha. V sezóně 2022/23 Prebsl odehrál 30 soutěžních utkání a díky svým výkonům byl v říjnu povolán do české reprezentace do 21 let.
V červnu 2023 bylo jeho hostování prodlouženo o další rok a Prebsl nepřišel o místo v základní sestavě. Dvěma brankami ve 30 soutěžních zápasech přispěl ke konečné sedmé příčce v lize.

#### Návrat do Slavie
V létě 2024 se Prebsl vrátil do svého mateřského klubu. I přestože o jeho služby stála Viktoria Plzeň či opět Slovan Liberec, rozhodl se Prebsl prodloužit svou smlouvu se Slavií, a to do roku 2028. V dresu pražského klubu si odbyl svůj debut 21. července, kdy odehrál celé utkání prvního kola proti Slovácku. O týden později vstřelil svůj první gól ve Slavii, a to při výhře 4:0 nad Českými Budějovicemi. 7. srpna si Prebsl odbyl svůj debut v pohárové Evropě, když odehrál celé utkání třetího předkola Ligy mistrů proti belgickému Unionu Saint-Gilloise. V průběhu podzimní části sezony nastoupil Prebsl dohromady do 20 soutěžních utkání, vstřelil jednu branku a přidal jednu asistenci.
Ve Slavii nepatřil do základní sestavy a z úvodních tří soutěžních zápasů v jarní části sezony odehrál jen osm minut v Evropské lize v Soluni proti PAOKu.

#### Górnik Zabrze (hostování)
V únoru 2025 odešel Prebsl na půlroční hostování do Górniku Zabrze.

## Reprezentační kariéra
Prebsl od roku 2017 působil v českých mládežnických reprezentacích.
V říjnu 2023 byl Prebsl poprvé povolán do české reprezentace do 21 let trenérem Janem Suchopárkem. Dne 13. října 2023 si odbyl svůj debut v utkání proti Walesu. V listopadu 2024 pomohl Prebsl jako stabilní člen základní sestavy k postupu Lvíčat na závěrečný turnaj Mistrovství Evropy do 21 let 2025.